# Marcelino Cuevas
Marcelino Cuevas Martínez (León, 27 de septiembre de 1945-ibidem, 10 de enero de 2019) fue un profesional radiofónico, crítico de arte y gastronomía, fotógrafo y escritor español de formación autodidacta y práctica, fruto de su muy temprana iniciación laboral en el mundo radiofónico y  periodístico de la provincia y capital de León; ciudad en la que falleció a la edad de setenta y tres años, tras cinco décadas de ejercicio profesional.

## Biografía
Marcelino Cuevas comenzó a trabajar en la emisora La Voz de León en 1963, con diecisiete años de edad, como meritorio, llegando a ser, tras su paso por Radio Cadena y, finalmente, en Radio Nacional de España, técnico de sonido y conductor de programas como El Grajo, Postal Sonora o Cultura Viva,  concluyendo su trayectoria como director de la emisora de León hasta su jubilación en 2008. Su jubilación no significo su alejamiento de la labor de crítica artística, iniciada en paralelo a su actividad en el mundo de las ondas y que ejerció hasta su muerte. El mismo Marcelino Cuevas relata sus años de formación y  trayectoria profesional en el artículo La voz de León (Diario de León 16/03/2006) donde enumera a los significados profesionales del medio con los que coincidió en aquellos añosː

"El comienzo de la aventura allá por 1957 los estudios de La Voz de León, EFE nº 5, se instalaron en el 28 de Ordoño II, donde aún están y donde, si las cosas no cambian, verán enmudecer su sintonía en una fecha muy cercana. Desde el flamante estudio con capacidad para más de un centenar de personas, comenzó la realización de programas cara al público en los que participaron voces que luego serían famosas en todo el país, el que más alto llegó fue Luis del Olmo, aquí locutor de voz esplendorosa e informador de deportes y ahora una de los periodistas mas influyentes del país. Otro de los grandes, entre finales de los cincuenta y principios de los sesenta, fue Francisco Umbral que leía su comentario de cada día con el fondo musical de una canción francesa titulada "El piano del pobre". A su lado María Jesús Álvarez Moro, triunfadora también en la capital de España y voz de referencia en los emites de Radio Nacional durante décadas. Y Nélida Pérez Alfaro, Manolo Martín, José Luís Beltrán, Francisco Leira, Ángel González, José María Alonso, Elena Valbuena, Aurora Fernández, José Magín Revillo, Amalia Villarejo, Manuel Tomé, Félix Chamorro y todos los grandes profesionales que trabajaron a las órdenes de Julio del Caño y José Luis Pérez Perelétegui. Y sigue la historia ...
La época siguiente, comandada por el gallego José Mª Villot tuvo otra pareja radiofónica famosa que estuvo formada por Ana Mª Fernández y Eduardo García Carmona, unos comentaristas deportivos populares como Severiano Montero Aparicio, el periodista de las grandes polémicas, y Emilio Tamargo, el de las vueltas ciclistas en TVE, a los que dirigía el poseedor de una de las plumas más finas de la ciudad, Germán Tuñón. Y las agudas intervenciones del incombustible Victoriano Crémer, que en un momento determinado dejó los micrófonos de Radio León, para pasar a los de La Voz.
Con la democracia llegaría la radio informativa y los cambios de nombre, primero Radio Cadena Española, luego Radio Nacional (Radio 5) y un torrente de directores, Gonzalo Rodríguez, Pura Francisco, Javier Losada, Celsa Villanueva, Vicente Díez, Carmen Bayón y el que puede ser el último, Lorenzo Gorostiaga. Con profesionales como Mercedes Herrero, Antonio Merino, Fernando Pérez Soto, Gema Fernández, Conchi Álvarez, Alberto Rodríguez, Esther Bajo, Mar Gómez, el casi recién llegado Diego Hidalgo, o el que relata esta historia."

Marcelino Cuevas se jubiló en 2008 siendo director de la emisora de León de Radio Nacional de España. En paralelo a su actividad en la radio, Cuevas empezó su andadura periodística en un tiempo que coincidió con la llegada de la impresión ofsset al Diario de León, aprendizaje facilitado por la ubicación cercana en los años 70 y 80 de las sedes de ambos medios y la actividad simultánea que ejercían muchos periodistas en ambos campos. Además de los ya mencionados, figuras como Félix Pacho Reyero, Carmelo Hernández Moros, Lamparilla, González de Lama y Marcos Oteruelo, Marcelo Martínez Aláez, César Trapiello o Ángel Herrero Conde, Manuel Antonio Nicolás, Carlos Bernal y Pedro García Trapiello, José Luis Aguado o Eduardo Carbajo. Fue durante más de treinta años responsable de la crónica gastronómica y artística local.

«De la misma manera que resulta difícil encontrar un artista, por humilde que sea, de quien no escribiera Marcelino Cuevas, es difícil encontrar un restaurante o casa de comidas leonés cuyas bondades gastronómicas no glosase de una manera u otra»/
Emilio Gancedo

Se inicia en la fotografía de forma autodidacta en el mismo periodo. La fotografía fue su gran pasión y fundó la primera, y aun existente, asociación de fotógrafos de León, Focus, junto con Vicente García.

Marcelino Cuevas toma como punto de partida de su trabajo, la fotografía, generando un conjunto amplio y variado de documentos visuales que fijan la realidad y que definen un espacio concreto y contextualizado culturalmente; pero estos archivos se verán sometidos a una serie de transformaciones de origen puramente pictórico, utilizando procedimientos informáticos.
Luis García Martinez